# Trasfigurazione (Angelico)
La Trasfigurazione è uno degli affreschi di Beato Angelico che decorano il convento di San Marco a Firenze. Misura 189x159 cm e si tratta di una delle opere sicuramente autografe del maestro, risalente al 1438-1440.

## Storia
L'Angelico si dedicò alla decorazione di San Marco su incarico di Cosimo de' Medici, tra il 1438 e il 1445, anno della sua partenza per Roma, per poi tornarvi negli anni 1450, quando completò alcuni affreschi e si dedicò alla statura di codici miniati per il convento stesso.
Molto si è scritto circa l'autografia dell'Angelico per un complesso di decorazioni di così ampia portata, realizzato in tempi relativamente brevi. Gli affreschi del piano terra vengono concordemente attribuiti all'Angelico, mentre più incerta e discussa è l'attribuzione dei quarantatré affreschi delle celle e dei tre dei corridoio del primo piano. Se i contemporanei come Giuliano Lapaccini attribuiscono tutti gli affreschi all'Angelico, oggi, per un mero calcolo pratico del tempo necessario a un individuo per portare a termine un'opera del genere e per studi stilistici che evidenziano tre o quattro mani diverse, si tende a attribuire all'Angelico l'intera sovrintendenza della decorazione ma l'autografia di solo un ristretto numero di affreschi, mentre i restanti si pensa che vennero dipinti su suo cartone o nel suo stile da allievi, tra cui Benozzo Gozzoli.
La Trasfigurazione si trova nella cella 6 del corridoio Est, lato esterno, nella fila di celle da cui si ritiene che sia iniziata la decorazione, e fa parte di quel ristretto numero di opere di attribuzione diretta al maestro assolutamente indiscussa, sia nel disegno che nell'esecuzione. Nel caso della Trasfigurazione furono impiegate otto "giornate" di affresco, di cui una intera per il volto di Cristo, che fu trattato dall'Angelico con pennellate brevi e decise, con molte sfumature per rendere forte il modellato.

## Descrizione e stile
La scena viene spesso indicata come la più felice del ciclo, splendida sotto il profilo compositivo, coloristico e della luce. La simmetria è alla base dell'equilibrio della composizione. La figura di Cristo si erge maestosa al centro della scena sopra un'altura e spalancando le braccia, un gesto che preannuncia la Crocefissione, si staglia, bianco su bianco, entro una raggiera luminosa, che abbaglia gli astanti. Cristo ricorda un Pantocrator, adatto a rendere la potenza del momento in cui Dio proclamò ai discepoli "Questo è il mio figlio diletto nel quale mi sono compiaciuto". La composizione è divisa secondo la sezione aurea, con Cristo che divide l'affresco in due metà e con l'arco che misura un terzo rispetto all'altezza totale dell'opera.
In basso si trovano tre apostoli, Pietro, Giacomo il Maggiore (di spalle) e Giovanni: il primo fa un gesto per coprirsi gli occhi, Giacomo è in una posa carica di stupore (si notino le mani e i piedi contratti con studiato realismo), Giovanni invece, a destra, si inginocchia e alza le mani con profonda reverenza.
Sotto le braccia di Cristo si trovano le teste di Mosè e di Elia, testimoni mistici dell'avverarsi delle loro profezie, dove l'Angelico dispiegò tutta la sua potenza nel modellare. Ai lati si trovano infine la Madonna e san Domenico: quest'ultimo fa da testimone alla scena e la attualizza inquadrandola nella gamma dei principi dell'Ordine. San Domenico sembra ricevere luce dall'esterno, alle sue spalle.
I corpi dei personaggi sono scolpiti dalla luce cristallina, che dà una forte sensazione, tramite il chiaroscuro, di rilievo plastico. Le fisionomia sono dolci ma incisive, il panneggio realistico, la collocazione spaziale è solida e ben calibrata, a parte per le apparizioni mistiche dei profeti che fluttuano nell'aria con ali di cherubino.